# John Howe
John Howe   (Vancouver, 21 d'agost de 1957) és un il·lustrador de llibres i dissenyador conceptual canadenc, conegut sobretot per les seves obres de la Terra Mitjana de J.R.R.Tolkien.

## Biografia
John Howe va néixer a Vancouver, Columbia Britànica. Dibuixava des de l'edat preescolar, amb l'ajuda de la seva mare. Cap a l'edat de l'escola primària, va descobrir que l'habilitat de la seva mare ja no complia amb les seves expectatives, i fins i tot es va frustrar una vegada tant amb la seva mare com amb ell mateix per no poder dibuixar una vaca com esperava. Els anys escolars de Howe es van complicar per trasllats que tenien lloc en un moment que deixava les classes d'art plenes i el deixava en classes com la de mecànica de potència. Tot i això, va trobar que la seva habilitat com a dibuixant era rendible a la classe de biologia, on ell i un amic produïen representacions d'organismes microscòpics per als seus companys de classe a cinquanta centaus cadascuna. De petit, col·leccionava les portades de llibres de butxaca. La seva col·lecció incloïa articles de Frank Frazetta, Barry Smith i Bernie Wrightson. A l'adolescència, Howe va llegir la trilogia d'El Senyor dels Anells de JRR Tolkien. Va dir que va rebre "una veritable espurna" dels Calendaris de Tolkien amb pintures dels germans Hildebrandt, que li van mostrar que els llibres de Tolkien es podien il·lustrar. Howe va fer dibuixos de les seves pròpies versions de les escenes representades al calendari. Aquests dibuixos, segons Howe, potser no s'han conservat.
Un any després de graduar-se a l'institut, Howe es va traslladar a Estrasburg, França, per anar a la universitat. L'any següent, es va matricular a l'École des arts décoratifs. Cita la seva experiència d'aquest període de la següent manera:
| «            | El primer any el vaig passar sense entendre gaire cosa, el segon en desacord amb el que sí que vaig aconseguir entendre, i el tercer amb ganes de sortir-ne, tot i que, mirant enrere, sens dubte dec la claredat de pensament que tinc a la paciència del professor d'Il·lustració. | » |
| — John Howe, | |   |

Durant els seus primers anys a Europa, Howe va anar absorbint tant com podia en termes d'art, arquitectura i tot allò que era "alhora antic i nou". Diu que l'única peça de la seva obra artística que va sobreviure d'aquest període és "El tinent de la Torre Negra de Barad-dûr", una peça inspirada en El Senyor dels Anells de Tolkien. Diu que si aquesta no és la seva primera peça publicada, sens dubte ha de ser la més antiga. Els primers encàrrecs de Howe van incloure vinyetes polítiques, il·lustracions de revistes, còmics, pel·lícules d'animació, publicitat, dels quals diu que eren malsons. Va dir que acabava refent esbossos tantes vegades que no hi quedava res de "seu". Això el frustrava i es preguntava com triomfaria en la professió.

### Carrera professional

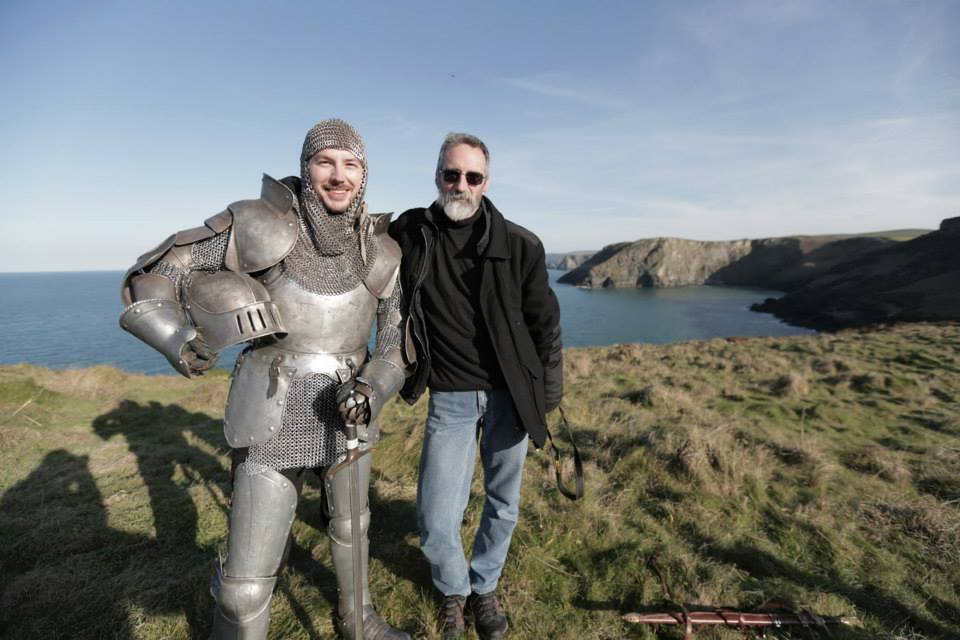
Amb Alexis Metzinger durant el rodatge, 2014

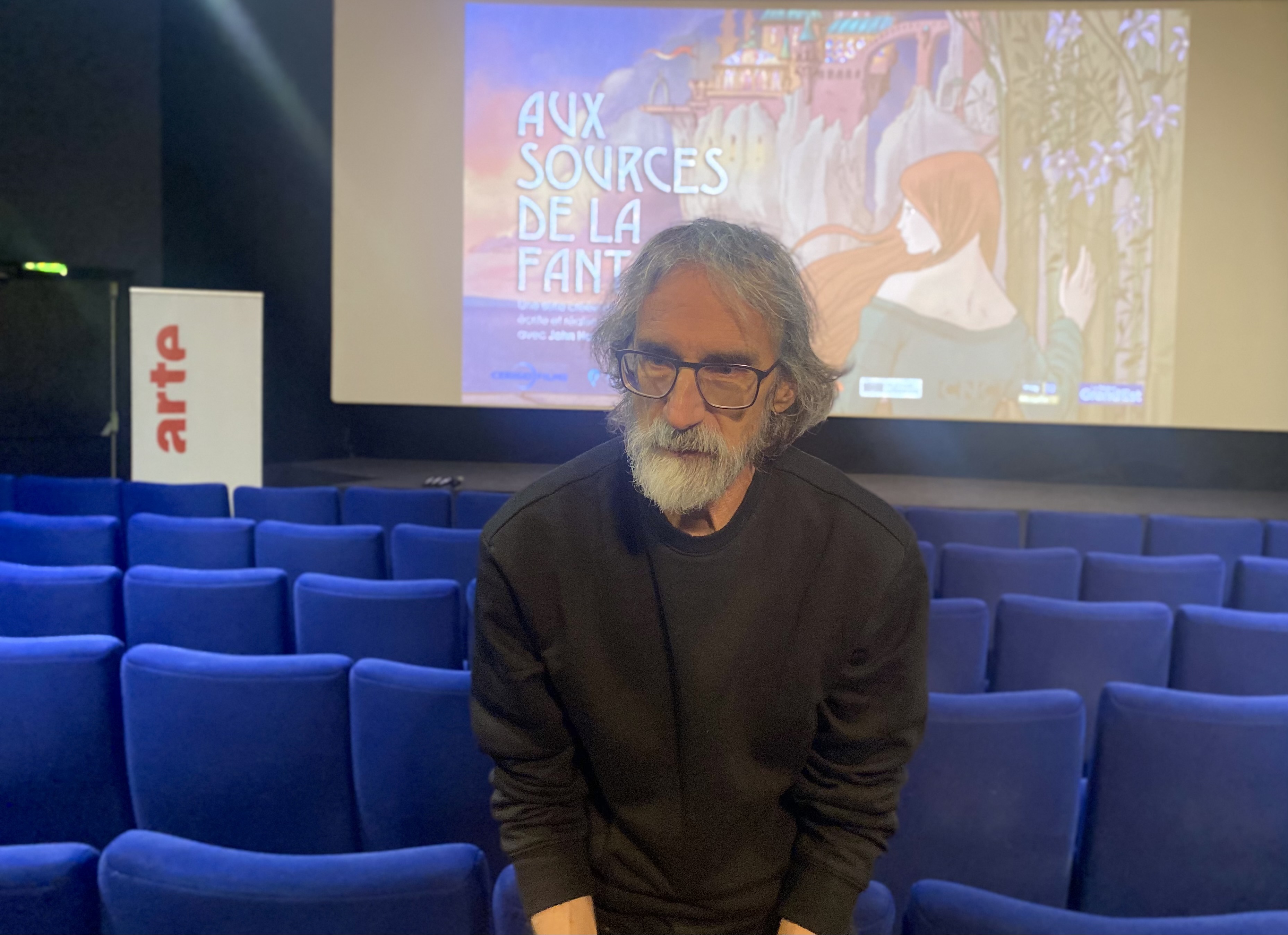
A Estrasburg, 2022

Howe ha treballat en projectes com ara El Senyor dels Anells, els llibres i marxandatge de J. R. R. Tolkien, Beowulf, els llibres de Robin Hobb, The Lion, The Witch, and The Wardrobe, Cartes per Magic: The Gathering, El hòbbit i Pan's Labyrinth. Ha escrit i il·lustrat diversos llibres infantils.
Howe i l'artista de Tolkien Alan Lee van ser els principals dissenyadors conceptuals de la trilogia cinematogràfica El Senyor dels Anells de Peter Jackson. Howe va il·lustrar el joc de taula El Senyor dels Anells creat per Reiner Knizia i va reilustrar els mapes d'El Senyor dels Anells, El Hòbbit i El Silmaríl·lion entre 1996 i 2003. La seva obra inclou imatges de material mitològic com el poema èpic en anglès antic Beowulf (com ara el joc de taula de Knizia Beowulf: The Legend). Howe va il·lustrar molts llibres del gènere fantàstic, com els de Robin Hobb. Va contribuir a l'adaptació cinematogràfica d'El lleó, la bruixa i l'armari de C. S. Lewis, Les cròniques de Nàrnia.
Howe ha il·lustrat cartes per al joc de cartes col·leccionables Magic: The Gathering.
Howe va treballar com a dissenyador conceptual per a El Senyor dels Anells: Els Anells del Poder d'Amazon del 2022.

## Obres seleccionades
- The Fisherman & His Wife, transl. from Brothers Grimm (Mankato, Minnesota: Creative Education, 1983). ISBN 0871919370 — llibre il·lustrat[5]

- The Enchanted World: Night Creatures (Time Life, 1985)

- The Enchanted World: Water Spirits (Time Life, 1985)

- The Enchanted World: Dwarfs (Time Life, 1985)

- The Enchanted World: Giants and Ogres (Time Life, 1985)

- Rip Van Winkle by Washington Irving, retold by John Howe (Little, Brown & Company, 1988) ISBN 0316375780

- Jack and the Beanstalk, retold by John Howe (Little, Brown & Company, 1989) ISBN 0316375799

- Knights: A 3-Dimensional Exploration (Tango Books, 1995) ISBN 978-1-85707-071-2

- The Knight With the Lion: The Story of Yvain (Little, Brown & Company, 1996) ISBN 978-0-316-37583-2

- A Diversity of Dragons by Anne McCaffrey with Richard Woods (Atheneum Books, 1997) ISBN 978-0-689-31868-9

- Images of Middle-Earth (HarperCollins, 2000) ISBN 978-0-261-10310-8

- The Maps of Tolkien's Middle-earth by Brian Sibley (Houghton Mifflin Harcourt, 2003) ISBN 978-0-618-39110-3

- The King of Winter's Daughter (Little, Brown & Company, 2005) ISBN 978-0-316-88837-0

- Fantasy Encyclopedia (Kingfisher, 2005)

- Wizardology: The Book of the Secrets of Merlin (Candlewick Press, 2005)

- Myth and Magic: The Art of John Howe (Barnes & Noble, 2006) ISBN 978-0-7607-8686-4

- Fantasy Art Workshop (Impact Books, 2007) ISBN 978-1-60061-009-7

- Forging Dragons: Inspirations, Approaches and Techniques for Drawing and Painting Dragons (David & Charles, 2008) ISBN 978-1-60061-323-4

- Fantasy Drawing Workshop (Impact Books, 2009) ISBN 978-1-60061-773-7

- Lost Worlds (Kingfisher, 2009) ISBN 978-0-7534-6107-5

- Cathedral (Caurette Editions, 2024) ISBN 978-2-38289-089-9